# Las peregrinaciones de Childe Harold
Las peregrinaciones de Childe Harold (en inglés, Childe Harold's Pilgrimage) es un extenso poema narrativo  escrito por el poeta inglés Lord Byron entre 1812 y 1818.

## Historia
George Gordon Byron empezó a escribir este poema en Albania en 1812. 
A pesar de que Byron no creyó que el poema fuera a tener éxito, nada más publicarse por su editor John Murray, tuvo una gran acogida e hizo famoso a su autor. Las mujeres aristocráticas fueron las que mejor valoraron el poema, atraídas por la personalidad de Harold.

## Resumen
El joven Harold, cegado por los placeres del mundo e imprudente ante la vida, vaga por Europa, haciendo de sus sentimientos e ideas los temas del poema. Se divide en cuatro cantos:
- En el Canto I se encuentra en España y Portugal, donde relata el salvajismo de la invasión francesa.
- En el Canto II se traslada a Grecia, exaltado por la belleza de su pasado en un país ahora esclavizado por los turcos. Algunas estrofas están dedicadas al viaje de Harold a Albania, describiendo sus bellezas naturales y artificiales, su historia y las tradiciones de los albaneses.
- En el Canto III está en el campo de la batalla de Waterloo, desde donde remonta el Rin y cruza a Suiza, encantado por la belleza del paisaje y sus asociaciones históricas.
- En el Canto IV Harold parte de Venecia en un viaje por Italia, lamentando el desaparecido pasado heroico y artístico, así como el estatus sometido de sus diversas regiones.

## Características
Describe los viajes y reflexiones de un hombre joven hastiado del mundo, desilusionado de una vida de placer y deleite, mientras goza de los paisajes de las tierras extranjeras por donde va pasando. En sentido amplio es una expresión melancólica y desilusionante caída de una generación harta de las guerras posrevolucionarias y la era napoleónica. 
El poema es claramente autobiográfico y fue el vehículo que utilizó Byron para expresar sus creencias e ideas. Gran parte de los viajes son por el Mar Mediterráneo y el Mar Egeo bien conocidos por Byron, que viajó por España, Portugal, Italia, Albania, Malta, Grecia y Turquía. 
Esta obra introdujo el concepto de héroe byroniano, el cual se fue haciendo cada vez más popular. Este tipo de héroe es descrito como un marginado de la sociedad, un fuera de la ley, que además está en controversia con él mismo, a veces cruel, a veces amable, devoto pero sin fe, y nunca satisfecho, pero buscando nuevas sensaciones.
En el título aparece la palabra Childe, nombre dado en la Edad Media en Inglaterra a los jóvenes aspirantes a caballero. 

## Influencia

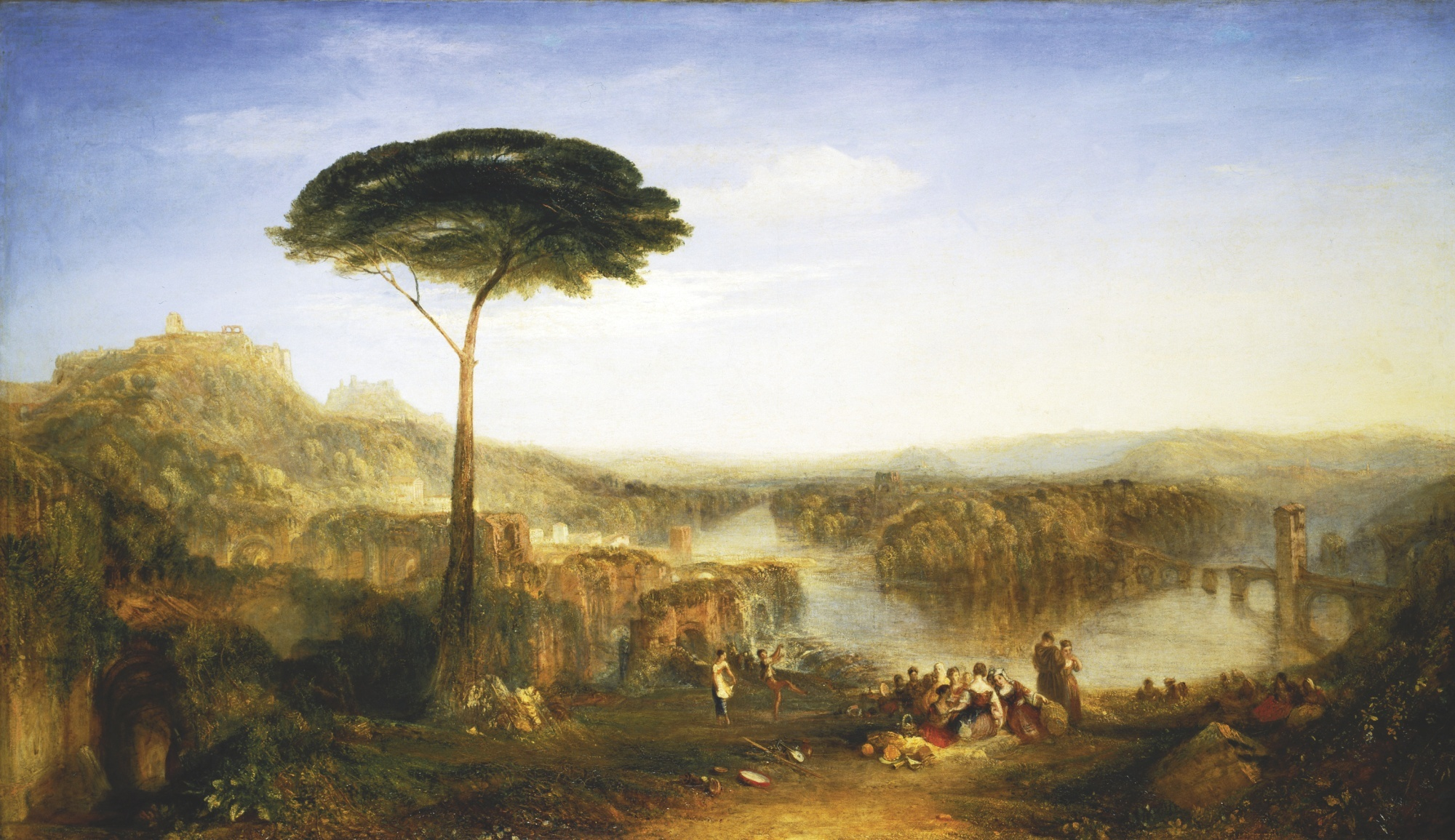
Las peregrinaciones de Childe Harold por J.M.W. Turner.

La atmósfera del poema inspiró al compositor francés Hector Berlioz para realizar su sinfonía Harold en Italia en 1834.

## Ediciones y traducciones
- Obras Escogidas de Lord Byron (traducido por F. Villalva). Buenos Aires: El Ateneo. 1951.